# Mirebel
Mirebel és un municipi francès situat al departament del Jura i a la regió de Borgonya - Franc Comtat. L'any 2007 tenia 230 habitants.

## Demografia

### Població
El 2007 la població de fet de Mirebel era de 230 persones. Hi havia 92 famílies de les quals 24 eren unipersonals (16 homes vivint sols i 8 dones vivint soles), 32 parelles sense fills i 36 parelles amb fills.
La població ha evolucionat segons el següent gràfic:
Habitants censats

### Habitatges
El 2007 hi havia 129 habitatges, 96 eren l'habitatge principal de la família, 22 eren segones residències i 11 estaven desocupats. 116 eren cases i 12 eren apartaments. Dels 96 habitatges principals, 77 estaven ocupats pels seus propietaris, 17 estaven llogats i ocupats pels llogaters i 2 estaven cedits a títol gratuït; 1 tenia una cambra, 7 en tenien dues, 11 en tenien tres, 24 en tenien quatre i 53 en tenien cinc o més. 80 habitatges disposaven pel capbaix d'una plaça de pàrquing. A 38 habitatges hi havia un automòbil i a 47 n'hi havia dos o més.

### Piràmide de població
La piràmide de població per edats i sexe el 2009 era:
| Homes | Edats   | Dones |
| ----- | ------- | ----- |
| 0     | 95 o +  | 0     |
| 0     | 90 a 94 | 4     |
| 8     | 85 a 89 | 8     |
| 4     | 80 a 84 | 0     |
| 0     | 75 a 79 | 4     |
| 8     | 70 a 74 | 4     |
| 4     | 65 a 69 | 8     |
| 4     | 60 a 64 | 4     |
| 4     | 55 a 59 | 4     |
| 4     | 50 a 54 | 8     |
| 12    | 45 a 49 | 4     |
| 12    | 40 a 44 | 4     |
| 8     | 35 a 39 | 12    |
| 4     | 30 a 34 | 0     |
| 0     | 25 a 29 | 8     |
| 0     | 20 a 24 | 0     |
| 8     | 15 a 19 | 8     |
| 4     | 10 a 14 | 4     |
| 12    | 5 a 9   | 4     |
| 0     | 0 a 4   | 8     |

## Economia
El 2007 la població en edat de treballar era de 143 persones, 115 eren actives i 28 eren inactives. De les 115 persones actives 106 estaven ocupades (55 homes i 51 dones) i 9 estaven aturades (5 homes i 4 dones). De les 28 persones inactives 16 estaven jubilades, 10 estaven estudiant i 2 estaven classificades com a «altres inactius».

### Ingressos
El 2009 a Mirebel hi havia 98 unitats fiscals que integraven 246 persones, la mediana anual d'ingressos fiscals per persona era de 16.365,5 €.

### Activitats econòmiques
Dels 5 establiments que hi havia el 2007, 1 era d'una empresa de construcció, 2 d'empreses d'hostatgeria i restauració i 2 d'entitats de l'administració pública.
Dels 3 establiments de servei als particulars que hi havia el 2009, 1 era una empresa de construcció i 2 restaurants.
L'any 2000 a Mirebel hi havia 9 explotacions agrícoles que ocupaven un total de 408 hectàrees.

## Poblacions més properes
El següent diagrama mostra les poblacions més properes.